# The Turtles
The Turtles es una banda de rock estadounidense definido por un sonido de buen carácter, jovialmente melancólico e incluso en ocasiones descarado y fresco. Fueron precursores del "bubblegum pop" de finales de los años 1960.
Produjeron al menos una docena de sencillos memorables y amigables para transmitirse en la radio, pero hasta el día de hoy su éxito más conocido sigue siendo la canción "Happy Together", que alcanzó el primer lugar en el Billboard Hot 100 en 1967.
Otros éxitos en el Top 10 estadounidense fueron la versión de la canción de Bob Dylan "It Ain't Me Babe", así como "She'd Rather Be With Me", "Elenore" y "You Showed Me".

## Historia
Este grupo originalmente era una banda de surf rock llamada The Crossfires from the Planet Mars— fue fundada en 1965 en Westchester (un vecindario de Los Ángeles) por Howard Kaylan y Mark Volman. Con la ayuda del DJ y propietario de un club Reb Foster, The Crossfires firmaron un contrato con White Whale Records y, adhiriéndose a la tendencia musical del momento, se convirtieron en un grupo de folk-rock llamado "The Tyrtles", con un error de ortografía intencional inspirado en el grupo "The Byrds".
Sin embargo, la forma de escribir el nombre no duró demasiado. Como sucedió con "The Byrds", "The Turtles" iniciaron su éxito a través de una versión de Bob Dylan. "It Ain't Me Babe" entró en el Top Ten de la lista Billboard en el verano de 1965 y fue el sencillo principal del primer álbum de la banda, el cual llevaba el mismo nombre. Su segundo sencillo, "Let me Be" ("Déjame ser", escrito por P. F. Sloan), llegó a ocupar un lugar dentro de las Top 30 durante el otoño. Su tercer éxito, "You Baby" (Tú bebé, escrito por P. F. Sloan y Steve Barri), estuvo en la lista de las primeras 20 canciones a principios de 1966.
A principios de 1967, la gira tan extenuante y la falta de éxito en las listas de popularidad motivaron al baterista Don Murray y más tarde el bajista Chuck Portz a dejar la banda. Fueron reemplazados por Joel Larson y más tarde por John Barbata en la batería y Chip Douglas al bajo. Ocurrió en aquel entonces que la banda en sus conciertos en vivo interpretaba algunas canciones que eran medianamente populares con los fanáticos, pero que aún no habían sido grabadas en el estudio.
El primer sencillo clave para su carrera, de los compuestos por Garry Bonner y Alan Gordon "Happy Together" (Felices juntos), fue rechazado por diversos grupos pues la canción en sí misma parecía una parodia. Los arreglos de la canción corrieron a cargo de Chip Douglas, en los que se aprecia líricamente un claro guiño (los "papa pa paaa" que se oyen de fondo) a las armonías de los Beach Boys. Sin lugar a dudas ésta es la canción más significativa del grupo y fue un momento decisivo en su historia, convirtiéndose también en una fiel representante del pop estadounidense de los 60. Esta canción reemplazó a la canción de The Beatles "Penny Lane" en el primer lugar de la lista Billboard, en la primavera de 1967. Su primer y único número 1 se mantuvo en el puesto 3 semanas.
Impresionado por los arreglos de estudio que realizaba Chip Douglas, Michael Nesmith (del grupo The Monkees), se acercó a él después de un concierto y le pidió que se convirtiera en el nuevo productor de su banda. Douglas aceptó, dejó la banda y fue sustituido por el bajista/cantante Jim Pons. Sin embargo, a finales de 1967, Douglas regresó como productor y luego finalmente en 1969 regresó a The Monkees,  permaneciendo en esta última hasta su disolución en 1971 
1967 fue el año más exitoso de The Turtles en las listas de popularidad. En 1970, el último año de la banda, fueron invitados a Tocar en la Casa blanca, convirtiéndose así en la primera banda en tocar en dicho Lugar.
Por conflictos con su sello discográfico (White Whale Records), quienes poseían los derechos de autor de las canciones y nombre de la banda (Incluso del nombre de Howard Kaylan), la banda se disolvió en 1970; como producto de esto, Howard Kaylan y Mark Volkman se unieron a The Mothers Of Invention de Frank Zappa, y en 1972 Howard kaylan y Mark Volman formaron un dueto musical llamado Flo & Eddie.

## Miembros
| - Howard Kaylan – vocales (1965–1970) - Mark Volman – guitarra, saxofón, vocales (1965–1970) - Al Nichol – guitarra (1965–1970) - Jim Tucker – guitarra (1965–1967) - Chuck Portz – bajo (1965–1966) - Don Murray – batería (1965–1966) | - Joel Larson – batería (1966) - John Barbata – batería (1966–1969) (fallecido en 2024) - Chip Douglas – bajo (1966–1967) - Jim Pons – bajo (1967–1970) - John Seiter – batería (1969–1970) |

## Discografía

### Álbumes de estudio
- It Ain't Me Babe (1965)
- You Baby (1966)
- Happy Together (1967)
- The Turtles Present the Battle of the Bands (1968)
- Turtle Soup (1969)
- Wooden Head (1969)
- Chalon Road (1986)
- Shell Shock (1986)

### Álbumes en directo
- The Turtles Captured Live (1992)

### Recopilaciones
- Golden Hits Vol. 1 (1967)
- Golden Hits Vol. 2 (1970)
- Happy Together Again - the Turtles' Greatest Hits (1974)
- 20 Greatest Hits (1990)
- The Turtles Golden Hits (1998)
- Solid Zinc - The Anthology (2002)
- Happy Together: The Very Best Of The Turtles (2004)

### Sencillos
| Año  | Título                                                                               | Billboard Hot 100 | Etiqueta    |
| ---- | ------------------------------------------------------------------------------------ | ----------------- | ----------- |
| 1965 | "It Ain't Me Babe" / "Almost There"                                                  | 8                 | White Whale |
| 1965 | "Let Me Be" / "Your Maw Said You Cried (In Your Sleep Last Night)"                   | 29                | White Whale |
| 1966 | You Baby / Wanderin' Kind"                                                           | 20                | White Whale |
| 1966 | "Grim Reaper of Love" / "Come Back"                                                  | 81                | White Whale |
| 1966 | "Outside Chance" / "We'll Meet Again"                                                | —                 | White Whale |
| 1966 | "Making My Mind Up" / "Outside Chance"                                               | —                 | White Whale |
| 1966 | "Can I Get to Know You Better?" / "Like the Seasons"                                 | 89                | White Whale |
| 1967 | "Happy Together" / "Like the Seasons"                                                | 1                 | White Whale |
| 1967 | "She'd Rather Be With Me" / "The Walking Song"                                       | 3                 | White Whale |
| 1967 | "Guide For the Married Man" / "Think I'll Run Away"                                  | —                 | White Whale |
| 1967 | "You Know What I Mean" / "Rugs of Woods & Flowers"                                   | 12                | White Whale |
| 1967 | "She's My Girl" / Chicken Little Was Right"                                          | 14                | White Whale |
| 1968 | "Sound Asleep" / Umbassa the Dragon"                                                 | 57                | White Whale |
| 1968 | "The Story of Rock and Roll" / "Can You Hear the Cows"                               | 48                | White Whale |
| 1968 | "Elenore" / "Surfer Dan"                                                             | 6                 | White Whale |
| 1969 | "You Showed Me" / "Buzzsaw"                                                          | 6                 | White Whale |
| 1969 | "House on the Hill" / "Come Over"                                                    | —                 | White Whale |
| 1969 | "You Don't Have to Walk in the Rain" / "Come Over"                                   | 51                | White Whale |
| 1969 | "Love in the City" / "Bachelor Mother"                                               | 91                | White Whale |
| 1969 | "Lady-O" / "Somewhere Friday Night"                                                  | 78                | White Whale |
| 1970 | "Teardrops"                                                                          | —                 | White Whale |
| 1970 | "Who Would Ever Think That I Would Marry Margaret?" / "We Ain't Gonna Party No More" | —                 | White Whale |
| 1970 | "Is It Any Wonder?" / "Wanderin' Kind"                                               | —                 | White Whale |
| 1970 | "Eve of Destruction" / "Wanderin' Kind"                                              | 100               | White Whale |
| 1970 | "Me About You" / "Think I'll Run Away"                                               | 105               | White Whale |